# Ingrid Haringa
Ingrid Roelinda Haringa (Velsen, 11 juli 1964) is een politieagente en een voormalig Nederlands schaatsster en wielrenster. Tegenwoordig is ze teamleider op de kunstijsbaan Stappegoor in Tilburg.

## Biografie
Ingrid Haringa begon haar sportcarrière als schaatsster. Aan het eind van de jaren tachtig behoorde ze bij het schaatsen tot de beste sprintsters van Nederland. Bij de Nederlandse kampioenschappen won ze viermaal goud: in 1987 en 1988 op de 500 meter en in 1988 en 1989 op de 1000 meter. Ze nam namens Nederland deel aan de Olympische Winterspelen van 1988 in Calgary. Ze werd vijftiende op de 500 meter en 21e op de 1000 meter. Bij de wereldkampioenschappen sprint van 1989 viel ze met een vierde plaats net buiten de medailles. Omdat ze het wereldje van het schaatsen wel gezien had, ging ze zich vervolgens op het wielrennen richten.
In 1991 debuteerde ze op de wereldkampioenschappen wielrennen op de baan. Ze startte daar op de onderdelen achtervolging, puntenkoers en sprint; op die laatste twee onderdelen werd ze direct bij haar debuut al wereldkampioen. De jaren daarna zou ze nog driemaal de wereldtitel op de puntenkoers veroveren. Bij de Olympische Zomerspelen van 1992 in Barcelona behaalde ze een bronzen medaille op de sprint. Dat overtrof ze nog bij de Olympische Zomerspelen van 1996 in Atlanta waar ze behalve brons op de sprint ook zilver haalde op de puntenkoers.
Vanwege haar prestaties op de wielerbaan werd ze in Nederland in 1991 en in 1996 gekozen tot Sportvrouw van het jaar.
In 1998 keerde ze weer even terug in de schaatswereld als coach van de SpaarSelect-ploeg met onder anderen Gianni Romme en Bob de Jong. Na één seizoen vertrok Haringa en werd ze opgevolgd door de Amerikaan Peter Mueller.

## Resultaten
| jaar | NK Afstanden | NK Sprint | WK Sprint | Olympische Spelen  | WK Junioren |
| ---- | ------------ | --------- | --------- | ------------------ | ----------- |
| 1982 |              |           |           |                    | 15e         |
| 1983 |              |           |           |                    | 6e          |
| 1986 |              |           | 24e       |                    |             |
| 1987 | 500m         |           | 16e       |                    |             |
| 1988 | 500m · 1000m | Zilver    | 14e       | 15e 500m 21e 1000m |             |
| 1989 | 1000m        |           | 4e        |                    |             |